# Izraelské letecké útoky na Írán (říjen 2024)

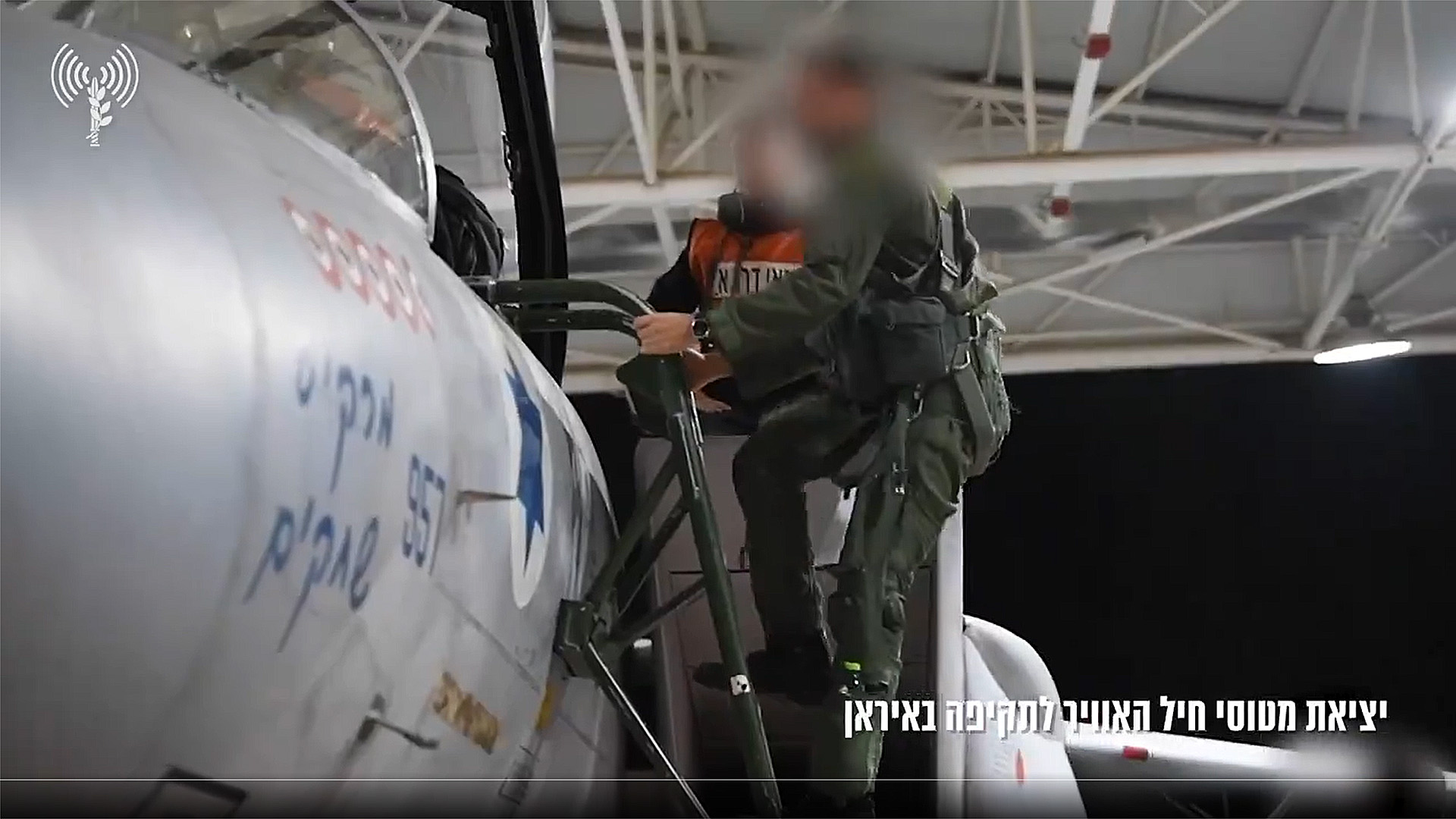
Izraelský pilot vstupuje do stíhačky F-15D Eagle Baz před útokem

Dne 26. října 2024 zahájil Izrael v rámci probíhajícího íránsko-izraelského konfliktu sérii leteckých úderů na Írán. Podle Izraelských obranných sil (IOS) byly údery zaměřeny na íránské vojenské cíle, včetně prostředků protivzdušné obrany a zařízení na výrobu raket. IOS dodaly, že všechny letouny se bezpečně vrátily. Údery byly provedeny v reakci na íránské útoky z 1. října. Poprvé od irácko-íránské války Írán čelil tak dlouhotrvajícímu útoku ze strany zahraničního nepřítele. Izraelské obranné síly přiřadily útokům kódové označení Dny pokání (hebrejsky מבצע ימי תשובה‎).
Izrael několik hodin před útoky informoval Írán, co bude jeho cílem, a varoval jej před odpovědí. Útoků se zúčastnilo více než 100 letounů, včetně stíhaček F-35 Lightning II. Údery byly vedeny ve třech vlnách přibližně od druhé hodiny ranní izraelského času až do rozbřesku. Íránská tisková agentura napojená na Islámské revoluční gardy oznámila, že byla napadena vojenská zařízení na západě a jihozápadě Teheránu, jakož i základny v provinciích Ílám a Chúzistán. Údajně byli zabiti čtyři íránští vojáci. Izraelský představitel uvedl, že „po této operaci zaměřené na íránské prostředky protivzdušné obrany a zařízení na výrobu raket může nyní Izrael operovat v íránském vzdušném prostoru s větší volností“.
Izraelské obranné síly prohlásily, že v reakci na „měsíce trvající útoky íránského režimu proti Izraeli“ provedly „přesné a cílené údery“. Američtí představitelé potvrdili, že USA byly o operaci předem informovány, ale nezúčastnily se jí. Írán útoky bagatelizoval, poskytl o nich minimum informací a pohrozil, že civilistům, kteří poskytnou „nepřátelským“ médiím důkazy o útocích, udělí tresty odnětí svobody.

## Pozadí
Od února 1985 probíhá mezi Izraelem a Íránem zástupný konflikt. Írán využívá Osu odporu, neformální politickou a vojenskou koalici na Blízkém východě, k útokům na Izrael, zatímco Izrael údajně provádí atentáty na vysoce postavené íránské úředníky a jaderné vědce a podniká proti Íránu kybernetické útoky. Izrael považuje Írán za svou největší hrozbu kvůli výzvám jeho vedení ke zničení Izraele, podpoře protiizraelských militantních organizací a íránskému jadernému programu. Napětí mezi oběma zeměmi eskalovalo po vypuknutí války Izraele s Hamásem, jelikož se do ní zapojila Osa odporu, zejména libanonský Hizballáh a jemenské hnutí Hútíů. Hizballáh provádí raketové útoky na sever Izraele, zatímco Hútíové útočí na lodní dopravu v Rudém moři, což vyvolalo krizi v Rudém moři. Írán poskytuje skupinám patřícím do Osy odporu peníze, zbraně a výcvik s cílem vytvořit alianci, která by v případě rozsáhlé konfrontace s Izraelem zničila židovský stát.
Dne 1. dubna zaútočilo Izraelské vojenské letectvo na íránský konzulát v Damašku. Při útoku zahynulo 16 osob, včetně Mohammada Rezá Záhedího, velitele jednotek Quds. Izraelský útok odsoudilo mnoho zemí, přičemž řada zemí také dodala, že se jedná o porušení mezinárodního práva. V reakci na to Írán a jeho zmocněnci 13. dubna zaútočili na Izrael. Dne 19. dubna Izrael v odvetě zničil protivzdušnou obranu střežící jaderné zařízení v Natanzu.
Dne 31. července 2024 byl v íránském hlavním městě Teheránu zabit politický vůdce Hamásu Ismáíl Haníja. Ve dnech 17. a 18. září 2024 došlo k výbuchům tisíce komunikačních zařízení Hizballáhu, během nichž byli zraněni zaměstnanci íránského velvyslanectví v Libanonu. V reakci na to zahájil Hizballáh raketové útoky na severoizraelská města a obce, včetně Nazaretu.
Dne 20. září Izrael zabil Ibráhíma Aqíla a další vysoce postavené představitele Hizballáhu. O sedm dní později byl při izraelském leteckém útoku v Bejrútu zabit Hasan Nasralláh, generální tajemník Hizballáhu. Při útoku byl zabit také Ali Karakí, velitel jižní fronty, a Abbás Nílforúšán, zástupce velitele Islámských revolučních gard a velitel jednotek Quds v Libanonu.
V reakci na Haníjovu, Nílforúšánovu a Nasralláhovu smrt Írán zaútočil na Izrael, přičemž poškodil vojenské základny. Jednalo se o největší útok v rámci íránsko-izraelského konfliktu. Izrael uvedl, že většinu raket sestřelil a že nebyly omezeny schopnosti jeho letectva. Na sestřelování raket se podílely také Spojené státy a Jordánsko. Izraelský premiér Benjamin Netanjahu útok označil za „velkou chybu“ a slíbil, že Írán za něj „zaplatí“.

### Únik informací o útocích
Dne 18. října 2024 byly na Telegramu zveřejněny dva utajované dokumenty, které zřejmě připravily Národní bezpečnostní agentura a Národní geoprostorová zpravodajská agentura USA. Dokumenty se týkaly izraelských plánů na odvetný útok proti Íránu kvůli útokům z 1. října. Odhalily manévry a cvičení izraelského letectva a námořnictva a přesun munice, jakož i satelitní snímky pohybu letectva. V jednom z dokumentů bylo uvedeno, že Izrael vlastní jaderné zbraně.

## Útoky
V ranních hodinách 26. října 2024 izraelského času zahájilo Izraelské vojenské letectvo údery na vojenské cíle v Íránu. Izraelské obranné síly uvedly, že údery byly provedeny v reakci na íránské útoky z 1. října a kvůli vojenským akcím Osy odporu. Bidenova administrativa byla o operaci informována krátce před jejím zahájením. Údery byly vedeny ve třech vlnách přibližně od druhé hodiny ranní až do rozbřesku. Poprvé od irácko-íránské války Írán čelil tak dlouhotrvajícímu útoku ze strany zahraničního nepřítele.
Deník The Jerusalem Post uvedl, že bylo použito více než 100 bojových letounů, včetně stíhaček F-35I Adir, tankerů a špionážních letadel. Letouny urazily zhruba 2 000 kilometrů. V případě neúspěchu byla v pohotovosti evakuační jednotka 669. Díky pravidelným izraelským útokům na radarová stanoviště v Sýrii spojená s Íránem neměl Írán dostatek informací.
V 1:48 místního času se v iráckém Irbílu rozezněly sirény a reproduktory na tamním letišti vyzývaly občany, aby se schovali do bunkrů. Íránská státní televize informovala o výbuších v Teheránu. Dva arabští představitelé uvedli, že cílem útoku byl pravděpodobně sklad zbraní a vojenský úřad či kasárna. Výbuchy byly hlášeny také poblíž mezinárodního letiště Imáma Chomejního v Teheránu. Terčem úderů se stala íránská města Karadž, Mašhad, Kermánšáh a Zandžán, jakož i syrský Damašek. Televize al-Arabí zveřejnila video, na kterém jsou vidět škody způsobené na továrně na vojenské drony jižně od Teheránu. Írán později potvrdil, že zasaženy byly také provincie Ílám a Chúzistán.
Podle dvou íránských představitelů byly údery v provincii Teherán zaměřeny na vojenské cíle, včetně základen Islámských revolučních gard a vojenského komplexu Párčín. Podle Izraele se právě v tomto komplexu pracuje na íránském jaderném programu. Mezinárodní agentura pro atomovou energii zde v roce 2016 nalezla informace o jaderných zbraních. David Albright, bývalý inspektor OSN pro jaderné zbraně, poznamenal: „Komerční satelitní snímky, byť s nízkým rozlišením, naznačují, že v Párčínu byly poškozeny tři budovy, včetně dvou, ve kterých se míchá palivo pro balistické rakety“.
Při útocích byli zabiti čtyři vojáci Islámských revolučních gard. Snímky zveřejněné agenturou Fars ukázaly, že dva vojáci patřili k silám protivzdušné obrany, což naznačuje, že cílem byly protiletadlové raketové komplety.

## Analýza
Expert na obranu Malcolm Davis řekl CNN, že ačkoli byl izraelský útok „omezený“ a „přesný“, byl pro Írán „rozhodně nepříjemný“. Naznačil, že Írán by mohl váhat s odvetou, protože by to mohlo Izrael vyprovokovat k útoku na jeho jaderná a ropná zařízení nebo dokonce na nejvyšší představitele. Uvedl, že by bylo pro Írán moudřejší „přijmout tento útok a ustoupit“.

## Reakce

### Státy
- Alžírsko: Ministerstvo zahraničních věcí útoky odsoudilo a vyjádřilo solidaritu s Íránci.[60]
- Bahrajn: Ministerstvo zahraničních věcí útoky odsoudilo a vyzvalo k okamžitému příměří, které by ochránilo civilisty a snížilo napětí v regionu.[61]
- Egypt: Ministerstvo zahraničních věcí uvedlo, že odsuzuje všechny akce, které ohrožují bezpečnost a stabilitu Blízkého východu.[62]
- Francie: Ministerstvo pro Evropu a zahraniční věci uvedlo, že všechny strany „se musí zdržet jakékoli eskalace a akcí, které by mohly zhoršit mimořádně napjatou situaci v regionu“.[62]
- Indie: Ministerstvo zahraničních věcí vyzvalo ke zdrženlivosti a návratu k dialogu a diplomacii a dodalo, že „pokračující boje nejsou nikomu ku prospěchu a že nevinní rukojmí a civilní obyvatelstvo nadále trpí“.[63]
- Irák: Úřad premiéra prohlásil, že Izrael „pokračuje ve své agresivní politice a rozšiřování konfliktu v regionu, přičemž používá zjevné akty agrese bez odstrašení“.[64] Prezident Abd al-Latíf Rašíd útok odsoudil, uvedl, že se „jedná o hrubé porušení mezinárodního práva a státní svrchovanosti“ a potvrdil, že Irák je proti jakékoli formě eskalace.[65] Egyptská společnost EgyptAir oznámila, že pozastavila lety do Bagdádu a Irbílu.[66]
- Izrael: Izraelské branné síly (IOS) prohlásily, že v reakci na „měsíce trvající útoky íránského režimu proti Izraeli“ provedly „přesné a cílené údery“.[12] Mluvčí IOS Dani'el Hagari uvedl, že Izrael vybíral z „široké nabídky cílů“ a že bude schopen „vybrat další cíle a v případě potřeby na ně zaútočit“. Dodal, že „jde o jasný vzkaz pro ty, co ohrožují Stát Izrael – zaplatíte vysokou cenu“.[14] Vůdce opozice Ja'ir Lapid pochválil izraelské letectvo, ale zdůraznil, že Izrael se měl zaměřit na jaderná zařízení Teheránu.[67]
- Írán: Zpravodajská agentura Tasním napojená na Islámské revoluční gardy označila útoky za „slabé“.[68] Íránská vláda pohrozila, že civilistům, kteří poskytnou důkazy o útocích médiím, jež režim považuje za „nepřátelské“, udělí tresty odnětí svobody až na 10 let.[69] Mnoho íránských civilistů, kteří hovořili s deníkem The Daily Telegraph, vyjádřilo znepokojení nad pokračující eskalací mezi Izraelem a Íránem.[15]
- Jordánsko: Ministerstvo zahraničních věcí uvedlo, že mezinárodní společenství „musí převzít odpovědnost“ a přijmout okamžitá opatření k zastavení izraelské „agrese“ v Pásmu Gazy, na Západním břehu Jordánu a v Libanonu, což je „první krok ke snížení eskalace“.[62]
- Katar: Ministerstvo zahraničních věcí označilo útoky za „porušení svrchovanosti Íránu a jasné porušení mezinárodního práva“ a dále uvedlo, že Katar si nepřeje další násilí v regionu.[62]
- Kuvajt: Ministerstvo zahraničních věcí útoky odsoudilo a uvedlo, že útok odráží „politiku chaosu, kterou izraelské okupační síly provádějí porušováním suverenity států“.[62]
- Malajsie: Ministerstvo zahraničních věcí označilo údery za „jasné porušení“ mezinárodního práva a vyzvalo k „okamžitému zastavení nepřátelských akcí“.[62]
- Německo: Kancléř Olaf Scholz na sociální síti X napsal: „Můj vzkaz Íránu je jasný: masivní eskalace reakcí nesmí pokračovat. Eskalace musí být okamžitě zastavena. Jen tak se otevře možnost míru na Blízkém východě.“[62]
- Omán: Ministerstvo zahraničních věcí údery odsoudilo jako „hrubé porušení“ íránské svrchovanosti.[62]
- Pákistán: Ministerstvo zahraničních věcí uvedlo, že útoky podkopávají jakoukoli šanci na mír a stabilitu v regionu, a prohlásilo, že Izrael „nese plnou odpovědnost za současný cyklus eskalace a rozšiřování konfliktu v regionu“.[62]
- Rusko: Mluvčí ministerstva zahraničních věcí Marija Zacharovová vyzvala všechny strany, aby „byly zdrženlivé, zastavily násilí a zabránily tomu, aby události přerostly v katastrofický scénář“.[62]
- Saúdská Arábie: Ministerstvo zahraničních věcí označilo útok za „porušení“ íránské svrchovanosti a vyzvalo obě strany ke zdrženlivosti.[62]
- Spojené arabské emiráty: Ministerstvo zahraničních věcí odsoudilo útoky na Írán a vyjádřilo hluboké znepokojení nad pokračující eskalací a jejím dopadem na regionální bezpečnost a stabilitu.[64]
- Spojené království: Premiér Keir Starmer na tiskové konferenci řekl: „Je mi jasné, že Izrael má právo bránit se proti íránské agresi, a stejně tak je mi jasné, že se musíme vyhnout další regionální eskalaci. Naléhavě vyzývám všechny strany ke zdrženlivosti. Írán by neměl reagovat. Budeme i nadále spolupracovat se spojenci na deeskalaci situace v celém regionu.“[70]
- Spojené státy americké: Nejmenovaný vysoký představitel Bidenovy administrativy uvedl, že „letecké údery jsou zřejmě uváženou a promyšlenou reakcí na dřívější íránské útoky a představují minimální riziko pro bezpečnost civilistů“.[70] Mluvčí Národní bezpečnostní rady Sean Savett uvedl, že izraelské útoky se „vyhnuly obydleným oblastem ... na rozdíl od íránských útoků proti Izraeli, které byly zaměřeny na nejlidnatější izraelské město“. Dodal, že USA naléhají na Írán, aby přestal útočit na Izrael, „aby tento cyklus bojů mohl skončit bez další eskalace“.[71] Ministr obrany Lloyd Austin během telefonátu se svým izraelským protějškem Jo'avem Galantem „znovu potvrdil závazek Spojených států vůči bezpečnosti Izraele a jeho právu na sebeobranu“.[72] Předseda Sněmovny reprezentantů Mike Johnson napsal: „Kongres rozhodně stojí za Izraelem, protože náš spojenec zasahuje v sebeobraně. Svět by měl vědět, že plně podpoříme Izrael, pokud bude Írán pokračovat v násilnostech.“[67]
- Sýrie: Ministerstvo zahraničních věcí vyjádřilo solidaritu s Íránem a uvedlo, že Írán má „legitimní právo bránit se a chránit své území a životy svých občanů“.[62]
- Tunisko: Země vydala prohlášení, v němž varovala před následky útoků, a zároveň vyzvala mezinárodní společenství, aby „urychleně převzalo odpovědnost a ukončilo tento bezohledný přístup“.[61]
- Turecko: Ankara odsoudila údery na Írán a vyzvala k ukončení izraelského „teroru“ v regionu.[73] Ministerstvo zahraničních věcí uvedlo, že „ukončení teroru, který v regionu vytváří Izrael, se stalo historickým úkolem pro nastolení mezinárodního míru a bezpečnosti“. Dále dodalo: „Pácháním genocidy v Pásmu Gazy, přípravou anexe Západního břehu Jordánu a každodenním zabíjením civilistů v Libanonu přivedl Izrael náš region na pokraj větší války“.[73]

### Nestátní organizace
- Evropská unie: Ve svém prohlášení varovala před „nebezpečným cyklem útoků a odvetných úderů“, který by mohl vést k regionální válce v plném rozsahu.[73] V prohlášení také stálo: „EU uznává právo Izraele na sebeobranu, ale zároveň vyzývá všechny strany k maximální zdrženlivosti, aby se vyhnuly nekontrolovatelné eskalaci, která není v ničím zájmu“.[73]

- Hamás: Organizace uvedla, že důrazně odsuzuje „sionistickou agresi proti Íránské islámské republice a útoky na vojenské objekty v několika provinciích“, a dodala, že jde o „eskalaci, která ohrožuje bezpečnost regionu“.[74]